# Södra Aggarp
Södra Aggarp är en bebyggelse, belägen vid utefter länsväg M 595, söder om länsväg 108, 2,5 kilometer söder om Svedala i Svedala socken i Svedala kommun. Orten benämns Elinedal på vägskyltar. Från 2015 avgränsar SCB här en småort.